# Горб Анатолій Семенович
Горб Анатолій Семенович (нар. 1940 с. Ленінське, Херсонська область, Україна) — український метеоролог, кліматолог, синоптик, гідролог. Доцент кафедри гідрометеорології та геоекології Дніпровського національного університету, кандидат географічних наук.

## Життєпис
Народився 1940 року селі Ленінське на Херсонщині.
У 1961 році закінчив Херсонський гідрометеорологічний технікум за спеціальністю «Гідрометеорологія», а у 1970 році — Одеський гідрометеорологічний інститут за спеціальністю «Метеорологія».
У 1984 році захистив кандидатську дисертацію на тему «Радіаційний режим полів купчастих хмар на території України» й отримав науковий ступінь «кандидат географічних наук».
Протягом 30 років працював в Українському науково-дослідному гідрометеорологічному інституті та обіймав посади бортового аеролога та керівника льотно-метеорологічного загону, обслуговував стратегічну військову авіацію СРСР. Загін базувався у Дніпропетровському аеропорту, де знаходився єдиний на той час у СРСР експериментальний метеополігон. Окрім Радянського союзу, загін також обслуговував інші країни Варшавського пакту — Чехословаччину, Польщу, Румунію, Югославію, а також Монголію. Під час екологічної катастрофи у Вірменії займався порятунком озера Севан від обміління шляхом виклику опадів з купчасто-дощових хмар.
Працює в Дніпропетровському національному університеті імені Олеся Гончара. З 1994 року обіймав посаду доцента кафедри фізичної та економічної географії, а з 2012 року — на кафедрі гідрометеорології і геоекології. Згодом працював на кафедрі наук про Землю хімічного факультету.

## Науковий доробок
Виконував науково-дослідні роботи, що стосувались кліматичних та екологічних проблем Дніпропетровщини й України. Займався раціоналізаторською роботою із удосконалення методів і засобів вивчення атмосферних процесів з літальних апаратів. У складі колективу створив літаковий комплекс для вимірювання складників радіаційного балансу атмосфери.
Серед дисциплін, що викладав і викладає: метеорологія та кліматологія, фізика атмосфери, загальна гідрологія, методи гідрометеорологічних вимірювань, основи агрометеорології, клімати світу тощо.
Є автором понад 90 наукових робіт, співавтором низки монографій.

## Монографії
- Горб А. С., Дук Н. М. Клімат Дніпропетровської області. Моногр. — Д.: Вид-во ДНУ, 2006. — 204 с. — ISBN 966-551-197-1
- Гідрометеорологічні аспекти техногенного впливу на довкілля Дніпропетровської області [Текст]: [монографія] / А. С. Горб [та ін.]. — Дніпропетровськ: Акцент ПП, 2014. — 230 с. : рис., табл. — Бібліогр. в кінці розд. — 300 прим. — ISBN 978-617-7109-13-5

## Навчальні посібники
- Горб А. С. Практикум до курсу «Методи гідрометеорологічних вимірювань». — Д.: РВВ ДНУ, 2014. — 20 с.
- Горб А. С. Практикум до курсу «Основи агрометеорології». — Д.: РВВ ДНУ, 2014. — 28 с.